# Prašice
Prašice este o comună slovacă, aflată în districtul Topoľčany din regiunea Nitra. Localitatea se află la altitudinea de 256 m deasupra n.m., se întinde pe o suprafață de 28,25 km2 și în 2017 număra 2.009 locuitori. Se învecinează cu comuna Zlatníky.

## Istoric
Localitatea Prašice este atestată documentar din 1245.

## Demografie
| An:                | 1994 | 2004   | 2014   | 2024   |
| ------------------ | ---- | ------ | ------ | ------ |
| Număr de persoane: | 2090 | 2066   | 2041   | 1973   |
| Diferență:         |      | −1,14% | −1,21% | −3,33% |

| An:                | 2023 | 2024   |
| ------------------ | ---- | ------ |
| Număr de persoane: | 1986 | 1973   |
| Diferență:         |      | −0,65% |